# Ostroszowice
Ostroszowice est une localité polonaise de la gmina et du powiat de Dzierżoniów en voïvodie de Basse-Silésie.

## Histoire
De 1742 à 1945, Weigelsdorf fait partie de l'arrondissement de Reichenbach dans le district de Breslau au sein de la province de Silésie.